# Cheyenne Silver

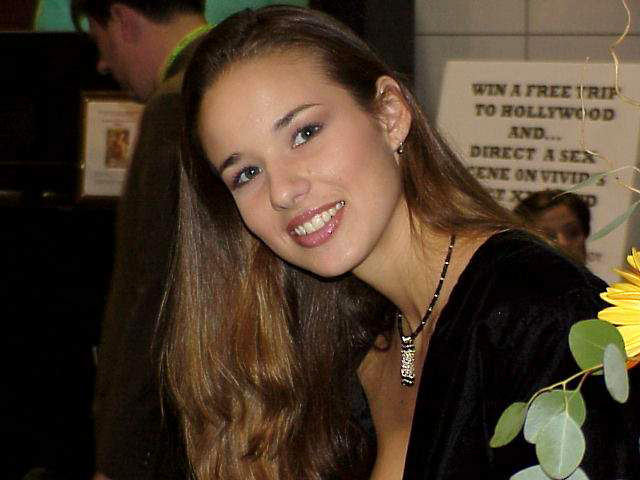
Cheyenne Silver (2010)

Cheyenne Silver (* 18. Juli 1978 in San Clemente, Orange County, Kalifornien; eigentlich Cara Fawn Ballou) ist eine US-amerikanische ehemalige Pornodarstellerin und Filmschauspielerin.

## Leben
Silver wurde am 18. Juli 1978 in San Clemente, Kalifornien, als Tochter eines Försters geboren. Sie hat französische, irische, choctawische und cherokeesche Vorfahren. Sie hat einen Bruder. Aufgrund des Berufs ihres Vaters war sie als Kind viel in der Natur unterwegs. Mit 18 Jahren bekam sie eine Tochter. Nach dem Abitur begann sie eine Karriere als Stripperin in Las Vegas unter dem Namen Wildcat. Unter diesem Pseudonym drehte sie auch erste Pornofilme. 1999 wurde sie von der Vivid Entertainment Group unter Vertrag genommen und wirkte von 2000 bis 2002 in einer Reihe von Pornofilmen mit. 2001 wurde sie zum Penthouse-Pet des Monats Dezember gekürt. 2003 erhielt sie eine größere Rolle in dem Erotikdrama This Girl’s Life – Mein Leben als Pornostar. Mit Abschluss der Dreharbeiten entschied sie, sich verstärkt auf Filme außerhalb der Pornobranche zu fokussieren.
Am 23. Juli 2005 heiratete sie Josh Ray. Am 12. Dezember 2005 wurden sie und ihr Ehemann in einen schweren Autounfall verwickelt. Sie erlitt schwere Schädelbrüche und wurde aufgrund von inneren Blutungen im Gehirn in das Traumazentrum Englewood, Colorado, geflogen. 2010 trennte sich das Paar wieder.
2005 wirkte sie in eine der Hauptrollen als California Jones in dem Film Alabama Jones and the Busty Crusade mit. Er wurde als Direct-to-Video vertrieben. 2009 war sie in einer Nebenrolle im Fernsehfilm Busty Cops: Protect and Serve! zu sehen. Ab Mitte der 2000er Jahre zog sie sich aus der Pornobranche zurück. Nach ihrem Ausstieg nahm sie verschiedene Arbeiten entgegen. Von 2005 bis 2008 arbeitete sie für die 1st Assembly of God Church in einer Katastrophen- und humanitären Hilfsorganisation. Zuvor war sie in der Produktion der Comicreihe Villikon Chronicles tätig. Von 2008 bis 2015 arbeitete sie als Busfahrerin für verschiedene Unternehmungen. Seit 2008 ist sie CEO von Archuleta Equine and Cattle in Pagosa Springs, einem Zuchtverein für exotisch gefärbte Spezialsportpferde sowie die Aufzucht von naturgefütterten Rindern.

## Filmografie (Auswahl)

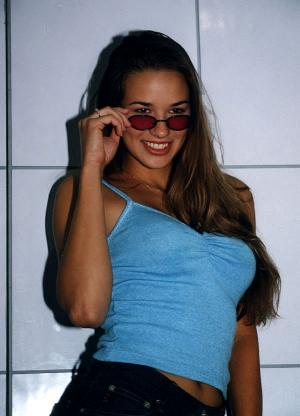
Cheyenne Silver (2000)

### Spielfilme
- 2001: Die Liebesbucht (Passion Cove) (Fernsehserie, Episode 2x02)
- 2003: This Girl’s Life – Mein Leben als Pornostar (This Girl’s Life)
- 2005: Alabama Jones and the Busty Crusade
- 2009: Busty Cops: Protect and Serve! (Fernsehfilm)

### Pornofilme
- 1998: No Man’s Land 22
- 1998: Zärtliche Biester (Search For The Snow Leopard)
- 1999: No Man’s Land 26
- 1999: No Man’s Land 28
- 2000: Emmanuelle 2000: Emmanuelle in Paradise
- 2000: Emmanuelle 2000: Being Emmanuelle
- 2003: Real Sex Magazine 10